# Бак Неллі Володимирівна
Неллі Володимирівна Бак (нар. 21 лютого 1949, місто Новомосковськ Дніпропетровської області) — українська радянська діячка, бригадир дільниці вулканізації мотокамер Дніпропетровського виробничого об'єднання «Дніпрошина». Депутат Верховної Ради УРСР 11-го скликання.

## Біографія
Освіта середня спеціальна.
У 1969—1980 роках — вулканізаторниця мотокамер Дніпропетровського виробничого об'єднання «Дніпрошина».
З 1980 року — бригадир дільниці вулканізації Дніпропетровського виробничого об'єднання «Дніпрошина» імені XXV з'їзду КПРС.
Потім — на пенсії в місті Дніпропетровську (Дніпрі).

## Нагороди
- ордени
- медалі